# Austrolimnophila (Austrolimnophila) fulvipennis
Austrolimnophila (Austrolimnophila) fulvipennis is een tweevleugelige uit de familie steltmuggen (Limoniidae). De soort komt voor in het Afrotropisch gebied.